# Судова система Франції

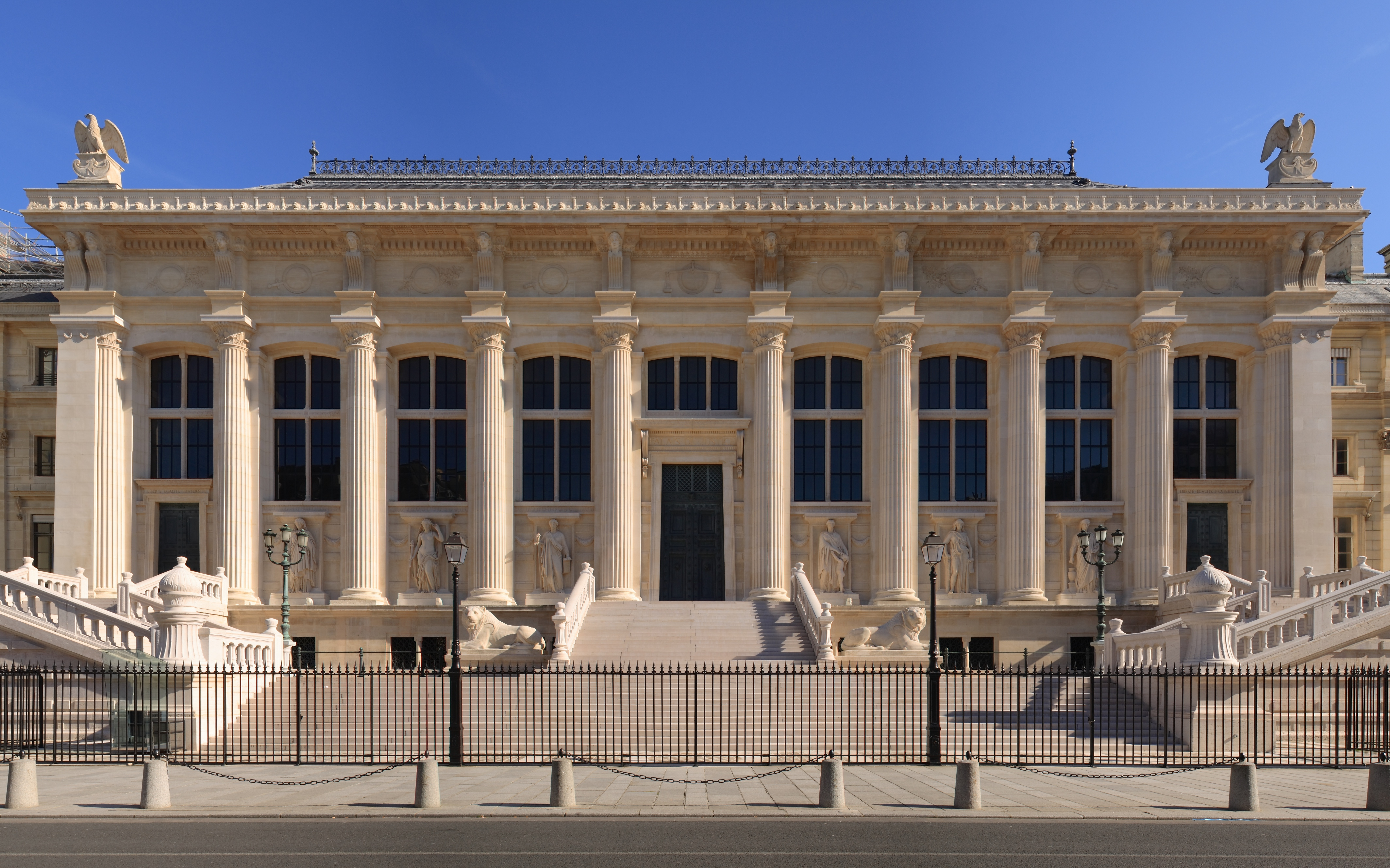
Палац правосуддя у Парижі

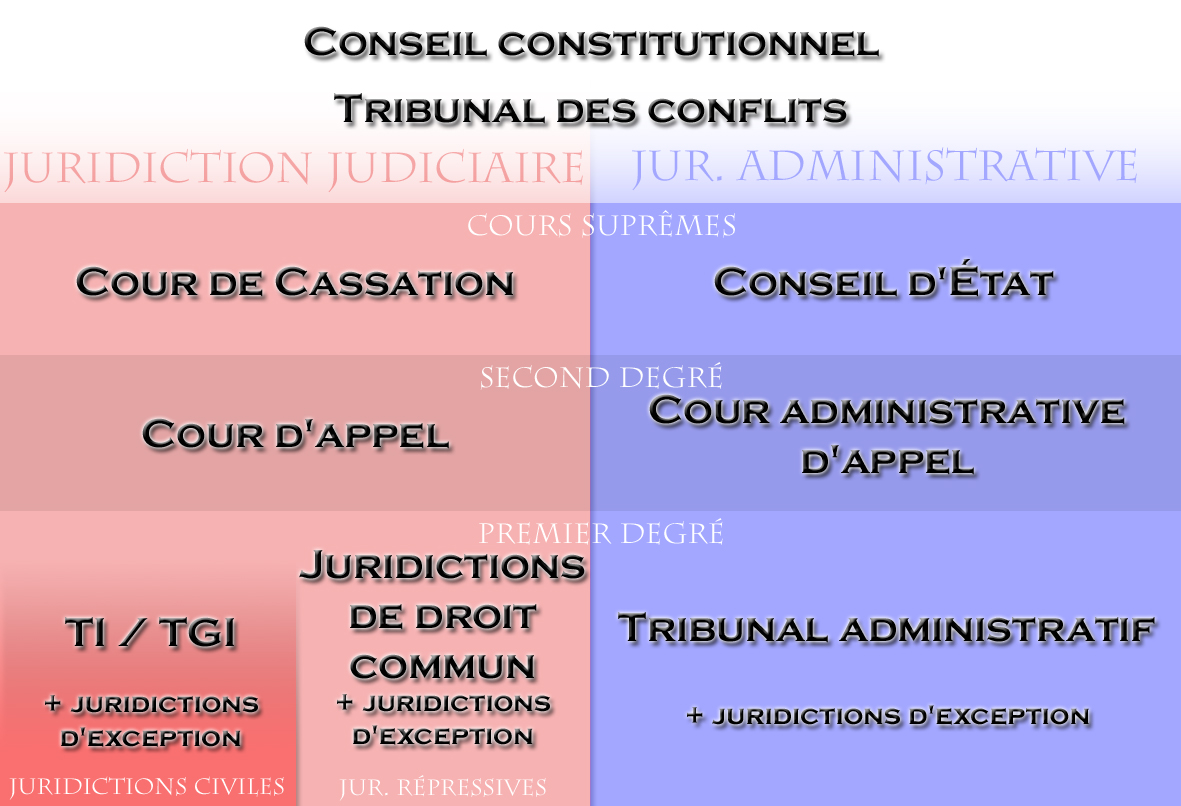
Судова система

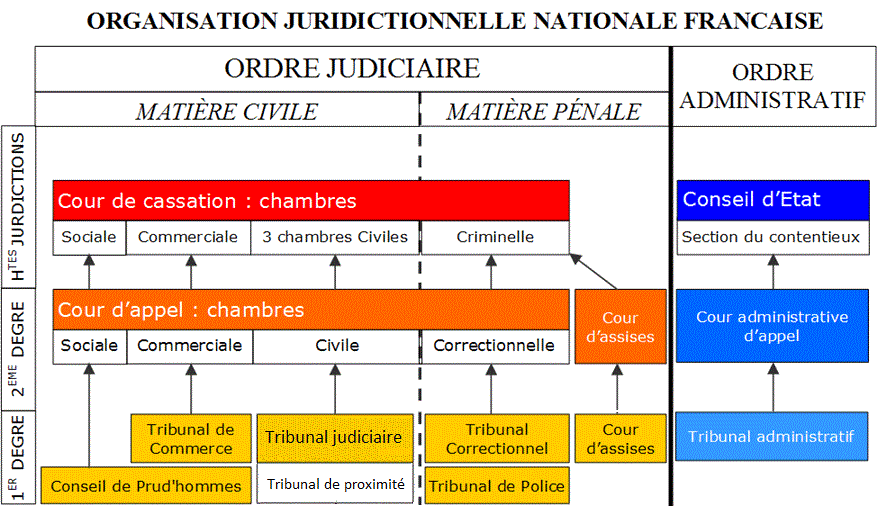
Судова система Франції

Судова система Франції (фр. Organisation juridictionnelle en France) складається з трьох рівнів судів: суд першої інстанції (районний, районний у місті, міський та міськрайонний суд, що має право винести судове рішення у справі), апеляційний суд і касаційний суд. Існують спеціалізовані суди, які входять у трирівневу систему (наприклад, оскарження рішень спеціалізованих судів здійснюється у звичайних апеляційних і в касаційних судах).
Цивільні суди першої інстанції розділені на кілька видів за типом спорів:
- комерційні спори;
- спори з соціальних питань;
- земельні спори.

Кримінальні справи розглядаються судами в такому порядку. Є дві категорії кримінального судочинства. Різниця між ними не завжди чітка, тому й викликає багато питань до кримінального судочинства у Франції. Суд з розслідування — це суд, який має повноваження з розслідування злочинів або проведення різних слідчих дій: допит свідків, сторін у справі, проведення обшуків, арешт підозрюваного тощо Суд першої інстанції має ті ж повноваження, але основна його функція полягає у вирішенні питань винуватості чи невинуватості особи, а також у винесенні вироку. Тільки кримінальні суди мають повноваження розглядати кримінальні справи, але й і у рамках кримінальних справ вони можуть розглядати цивільно-правові наслідки злочинів.

## Перший рівень судової системи Франції
На першому рівні судової системи Франції перебувають такі суди:
- Суд останньої інстанції (Tribunal de grande instance);
- Суд першої інстанції (Tribunal d'instance / Tribunal de première instance).

Зазначені суди мають у своєму складі цивільні і кримінальні підрозділи (останні іменуються поліцейським трибуналом).
У кримінальному судочинстві:
- Поліцейський Суд / трибунал (tribunal de police);
- Кримінальний Суд (tribunal correctionnel);
- Суд присяжних (Cour d'assises).

Нарівні з судами загальної юрисдикції у Франції існує досить велика кількість судів, які можна назвати спеціалізованими. Вони діють у сфері як цивільного, так і кримінального права. Це так звані трибунали. У більшості цивільних судів діють не судді-професіонали, а судді, обрані чи призначені зі сфер, в яких виникають суперечки, тобто ті, які більш глибоко розуміють суть питання.
Спеціалізовані юрисдикції міцно пов'язані з судами загальної юрисдикції — єдиної для всієї системи оскарження. Як правило, це апеляційний суд.
До спеціальної юрисдикції відносяться вже згадувані суди: з трудових спорів, різні суди в кримінальній галузі (наприклад, у справах неповнолітніх), морські, військові, адміністративні). До цієї ж групи відносять і суди, пов'язаних з торговельними спорами, так звані торгові суди.
Вони складаються з суддів — фахівців в галузі торгівлі, що обираються комерсантами з числа осіб, що займаються комерційною діяльністю не менше п'яти років. Зазвичай торговельні суди створюються в містах за необхідностю і називаються ім'ям цього міста. Вони складаються з трьох суддів-консулів і обираються на два-три роки. За даними на 2001 рік діяло 227 судів, в кожному суді в середньому по 10—12 суддей. Компетенція цих судів охоплює три види спорів: ті, які виникають із зобов'язань, з угод між підприємцями, купцями і банкірами; між членами товариств; справи, пов'язані з ліквідацією підприємств та інші. Суди виступають як перша та друга інстанція, якщо сума позову не перевищує 13 тисяч франків.
Цивільні справи і кримінальні злочини розглядаються, залежно від їх важливості, судами великої інстанції, малої інстанції (певна частина справ), виправними судами (правопорушення) і поліцейськими судами (адміністративні порушення). Усі суди складаються з професійних суддів. Спори з торговельних угод розглядаються торговими судами. Трудові спори розглядаються конфліктними радами (радами прюдомів), які діють як вищий виборний орган. Кримінальні справи розглядаються в суді присяжних. Ці суди складаються з голови, двох асесорів — професійних суддів — і дев'яти присяжних — звичайних громадян, обраних жеребкуванням з виборчих списків.

## Другий рівень судової системи Франції
Другим рівнем судової системи Франції є апеляційний суд.
В даний час у Франції існує 35 апеляційних судів, у тому числі 5 апеляційних судів поза територією самої Франції (наприклад, на Таїті, в місті Папеете, у Французькій Полінезії), і 2 вищих апеляційних суда. Кожен суд має юрисдикцію щодо кількох департаментів (від 2 до 4).

## Вищий рівень судової системи Франції

Вища судова інстанція Франції — Касаційний суд (La Cour de cassation). Він розглядає скарги та постанови апеляційних судів (у Франції 27 апеляційних судів), які переглядають вироки і рішення судів попередньої інстанції. Останні діляться, у свою чергу, на суди з цивільних і кримінальних справ.
Сучасна структура Касаційного суду має такий вигляд: три палати в цивільних справах, одна — з торговельних і адміністративних, одна — з соціальних спорів, і одна — з кримінальних справ.
Касаційний суд — це Верховний суд країни і заморських територій Франції. Він був створений у 1790 році і залишається хіба що «посередником» між народом та державою, маючи на меті охорону закону від невиправданих тлумачень та інших «зазіхань». Незважаючи на свою назву, цей суд не розглядається як інстанція, головною метою якої є перевірка рішень нижчих судів. Його завдання — забезпечити дотримання закону цими судами. Тому можна сказати, що Касаційний суд розглядає питання права. Підставами для його діяльності є порушення закону, перевищення влади, помилка в компетенції, недотримання форми рішення, суперечливість рішення. Престиж і роль Касаційного суду значна. До його складу входять перший голова і шість голів палат.
Пленум Касаційного суду вирішує питання принципового характеру. Справи на Пленумі передаються невмотивованими визначеннями першого голови суду або постановою палати, а також на вимогу генерального прокурора.
Закон передбачає два випадки, при яких «питання принципового характеру» набуває особливого значення: по-перше, при розходженні думок суддів, що розглядали подібні справи, і, по-друге, коли після скасування в касаційному порядку вироку рішення суду попередньої інстанції, повторює скасоване рішення.
Касаційний суд може не передавати справу на новий розгляд і припинити провадження, якщо скасування оскарженої постанови не тягне за собою необхідності знову розглядати справу по суті.
Хоча Касаційний суд має виняткову компетенцію і, на думку французьких юристів, не може розглядатися як третя інстанція, число справ, що потрапляють в його сферу, дуже велике, причому й нині воно досить швидко зростає.